# Guatemala nos Jogos Pan-Americanos de 2015
A Guatemala competiu nos Jogos Pan-Americanos de 2015 em Toronto de 10 a 26 de julho de 2015. O país competiu em 8 esportes com 152 atletas e conquistou 6 medalhas de ouros.